# Connecteur SHV
Le connecteur SHV (safe high voltage) est un connecteur électrique utilisé pour terminer un câble coaxial.

## Description
Le connecteur utilise un montage à baïonnette similaire à ceux des connecteurs BNC et MHV, mais se distingue facilement avec son isolant très épais et saillant dont le genre est inversé qui augmente sa rigidité diélectrique,.
La géométrie d'isolation rend le connecteur SHV plus sûr pour la manipulation de haute tension que le connecteur MHV. Tout contact accidentel avec le conducteur sous tension dans un connecteur ou une fiche non accouplée est empêché. Le connecteur est également conçu de telle sorte que lorsqu'il est déconnecté d'une fiche, le contact haute tension est coupé avant le contact de terre, afin d'éviter les chocs électriques accidentel. L'inversion du genre par rapport au connecteur BNC empêche les utilisateurs de forcer un connecteur haute tension dans une prise basse tension ou vice versa comme cela peut arriver avec les connecteurs MHV et BNC,.
Les spécificités comprenant les dimensions des pièces d'accouplement sont dans la MIL-STD-348. La tension nominale, les exigences minimales d'isolation sont spécifiées par les documents CEI 60498.

## Utilisation
Les connecteurs SHV sont utilisés en laboratoire pour des tensions et des courants dépassant la capacité des connecteurs BNC. Le connecteur SHV doit y être préféré au connecteur MHV pour des raisons de sécurité.
Les caractéristiques électriques du connecteur SHV varient en fonction des fabricants. La tension d'utilisation d'au moins 5 kV, sa capacité d'isolation est portée jusqu’à 12 et parfois 20 kV,. L'intensité admissible atteint plusieurs ampères et la puissance 1 kW. La rigidité diélectrique augmente si les connecteurs sont accouplés. La fréquence de fonctionnement est souvent limitée au domaine HF et VHF. Il est rarement utilisé dans le domaine UHF.